# Jörgen Hellqvist
Jörgen Hellqvist, född 14 maj 1983, är en svensk före detta fotbollsspelare (mittfältare).
Hellqvist var en stor talang när han inför säsongen 2001 gick från IFK Trollhättan till Gais i Superettan. Han spelade tre matcher i U19-landslaget våren 2001, men stannade i utvecklingen och lånades 2003 ut, först till IFK Fjärås i division III och sedan tillbaka till IFK Trollhättan i samma serie. Efter säsongen 2003 slutade han med fotbollen.